# Svenska Handelsbanken
Svenska Handelsbanken AB, kendt som Handelsbanken er en af de største banker i Norden med hjemmemarkeder i Sverige, Norge, Finland, Storbritannien, Holland og Danmark.
Handelsbanken er en universalbank med et komplet udbud af finansielle tjenester for såvel privatkunder som erhvervskunder.
Koncernen har datterselskaberne Handelsbanken Finans, Handelsbanken Kapitalforvaltning, Handelsbanken Liv, Handelsbanken Capital Markets og Handelsinvest, der opererer på det danske marked.
Banken blev grundlagt i 1871 som Stockholms Handelsbank og fik sit nuværende navn i 1956. Ved opkøbet af realkreditinstituttet Stadshypotek i 1997 blev banken Skandinaviens største. Norske Bergensbanken blev opkøbt i 1999, og i 2001 fulgte opkøbet af et livsforsikringsselskab.
Banken har i dag mere end 800 filialer og er repræsenteret i alle væsentlige finanscentre i resten af verden – i alt i mere end 20 lande.
www.handelsbanken.com

## Handelsbanken i Danmark
I 1991 åbnede Handelsbanken et repræsentationskontor i Danmark. Året efter åbnede Handelsbanken sin første filial for erhvervskunder, og i 1996 åbnede banken for privatkunder i Danmark.
Sideløbende med Handelsbankens voksende aktiviteter i Danmark og åbning af flere nye filialer, besluttede banken at købe Midtbank i 2001 og Lokalbanken i 2008. Dermed var Handelsbanken repræsenteret med mere end 50 filialer beliggende i København, Nordsjælland samt vest- og midtjylland.
Da Handelsbanken gik ind på det danske marked, var der nogen spænding om banken ville kalde sig "Handelsbanken" eller "Svenska Handelsbanken", da navnet "Handelsbanken" indtil 1990 havde været brugt af Kjøbenhavns Handelsbank, der opgik i Danske Bank.
I Danmark består Handelsbanken af filialnettet. Alle filialer tilbyder den fulde produktpalette til både private og virksomheder og fungerer helt selvstændigt som banker i banken.
I Danmark arbejder ca. 750 medarbejdere i 55 filialer samt i Handelsbanken Capital Markets, Handelsbanken Kapitalforvaltning og Handelsbanken Kredit.             
Handelsbanken har i oktober 2021 besluttet at trække sig ud af det danske marked og sælge sin danske virksomhed.